# 50P/Арена
Комета Арена (50P/Arend) — короткопериодическая комета из семейства Юпитера, которая была открыта 4 октября 1951 года бельгийскими астрономом Сильвеном Ареном в Королевской обсерватории Бельгии с помощью 40-см астрографа в ходе рутинного наблюдения астероидов. На момент открытия комета имела яркость 14 m и имела заметную кому 40" угловых секунд в поперечнике и яркое ядро в центре. Комета обладает довольно коротким периодом обращения вокруг Солнца — чуть более 8,2 года.

Орбита кометы Арена и её положение в Солнечной системе

## История наблюдений
Сближение 1951 году позволило комете достичь магнитуды в 14 m, которая была максимальной за всю историю наблюдений. Особенности орбиты не позволяли комете достичь более высокой яркости, во время очередного возвращения, и если бы не вспышка 25 ноября 1959 года, поднявшая её до значения 15,5 m, её яркость в тот год не превысила бы и 17,0 m. Последующее в 1969 году сравнительно тесное сближение с Юпитером до 0,64 а. е. (96 млн км) ещё больше увеличило её орбиту и, соответственно, период обращения до 8 лет, а максимальную яркость зафиксировало на отметке 15,0 m. При этом, как показали многолетние исследования движения кометы британским астрономом Брайаном Марсденом, до 1725 года комета больше не испытывала сближений с планетами и её орбита оставалась стабильной.